# Joop Klepzeiker
Joop Klepzeiker is een stripreeks over een gelijknamig titelpersonage bedacht door de Nederlandse striptekenaar Eric Schreurs.

## Inhoud
Het karakter van het titelpersonage is in Schreurs' eigen woorden 'een eeuwige loser' doch altijd optimistisch. Ranzigheid en grove humor zijn kenmerkend voor deze strip, waarin hoeren, rondborstige dames, ontlasting en kots veelvuldig voorkomen.

## Publicatiegeschiedenis
Deze reeks verscheen voor het eerst in het tijdschrift Nieuwe Revu. In 1984 verscheen het eerste album bij uitgeverij Espee. Alle strips hierin waren eerder te zien in Nieuwe Revu. Tot het tweede album in 1985 bleef de strip ook uitgegeven worden door Espee. Vanaf 1986 wordt de strip uitgegeven bij uitgeverij CIC. Zij geven de eerste 2 albums ook opnieuw uit. Tot het vijftiende album staat er gewoon een nummer op de albums en geen echte titel. Vanaf het zestiende album in 2000 hebben de albums titels. Dat is ook het laatste album bij uitgeverij Cic. Vanaf het zeventiende album in 2001 verschijnt de reeks bij Rechtdoorzee mijl op 7 tot het laatste album uit 2003. Er verschenen negentien albums in de hoofdreeks. Er verschenen ook verscheidene speciale uitgaves.
Van de Klepzeiker-stripboeken zijn meer dan een miljoen exemplaren verkocht. Tot 2004 liep er ook een strip Kleppie over een jonge Joop in de Nieuwe Revu.

## Albums

### Hoofdreeks
Hieronder volgt een lijst van albums.
1. Deel 1 (1984)
2. Deel 2 (1985)
3. Deel 3 (1986)
4. Deel 4 (1987)
5. Deel 5 (1988)
6. Deel 6 (1989)
7. Deel 7 (1990)
8. Deel 8 (1993)
9. Deel 9 (1994)
10. Deel 10 (1995)
11. Deel 11 (1996)
12. Deel 12 (1997)
13. Deel 13 (1998)
14. Deel 14 (1999)
15. Deel 15 (2000)
16. Kleppie + Sjonnie (2000)
17. Happy Kleppie (2001)
18. Kleppie op 'n steppie (2003)
19. Slaap, Kleppie, slaap (2003)

### Speciale uitgaves
Rechtdoorzee mijl op 7 publiceerde ook de specials, namelijk Klepzeiker Special, De voetbalstrips en Vakantieboek + Vakantieboek special + Lach-je-gek cartoons.
Schreurs tekende behalve de al genoemde extra uitgaven ook nog een serie van elf specials die de nadrukkelijke naam Joop Klepzeiker Special meekregen, te weten:
- Voetbal 1
- Honden 1
- Snollen 1
- Kroeg 1
- Erotiek: Dick van Bil 1
- Strand 1
- Honden 2
- Kroeg 2
- Erotiek: Dick van Bil 2
- Winterspecial 1

Er zijn ook nog twee Joop Klepzeiker: Extra Speciaal-albums, namelijk
- Varkens als Zwijnen
- Zwart van de negers.

## Prijs
In 2002 ontving Schreurs de stripschapprijs voor zijn hele oeuvre.

## Trivia
- Joop Klepzeiker wandelt voorbij wanneer Urbanus Amsterdam bezoekt in het Urbanusalbum "De laatste Hollander".
- Met name de vroegere albums bevatten veel verwijzingen (in de vorm van graffiti op de achtergrond) naar teksten en albums van Tom Waits.